# Петраково (Ростовско-Минское сельское поселение)
Петраково — деревня в Вельском районе Архангельской области. Входит в состав Муниципального образования «Пежемское».

## География
Деревня расположена в 22 километрах на юго-запад от города Вельска , на левом берегу реки Пежма притока Ваги. Ближайшие населённые пункты: на востоке деревня Прилук, на юге село Пежма, являющееся административным центром муниципального образования.
Часовой пояс
Петраково, как и вся Архангельская область, находится в часовой зоне МСК (московское время). Смещение применяемого времени относительно UTC составляет +3:00.

## Население
| 2002 | 2010 | 2012 | 2014 |
| ---- | ---- | ---- | ---- |
| 20   | ↘0   | ↗6   | ↘0   |

## История
Указана в «Списке населённых мест по сведениям 1859 года» в составе Вельского уезда Вологодской губернии под номером «2190» как «Петракова». Насчитывала 10 дворов, 35 жителей мужского пола и 33 женского.
В материалах оценочно-статистического исследования земель Вельского уезда упомянуто, что в 1900 году в административном отношении деревня входила в состав Богоявленского сельского общества Никифоровской волости. На момент переписи в селении Петраково находилось 18 хозяйств, в которых проживало 72 жителей мужского пола и 54 женского.